# Elisabeth Rechlin
Elisabeth Rechlin   (Bochum, 24 de març de 1930 - Hannover, 26 de maig de 2021) és una nedadora alemanya, ja retirada, especialista en estil lliure, que va competir durant la dècada de 1950.
El 1952 va prendre part en els Jocs Olímpics d'Estiu de Hèlsinki, on disputà tres proves del programa de natació. Fou setena en els 4x100 metres lliures, mentre en els 100 i 400 metres lliures quedà eliminada en sèries.
En el seu palmarès destaca una medalla de bronze en els 4x100 metres lliures del Campionat d'Europa de natació de 1954. Formà equip amb Käthe Jansen, Gisela von Netz i Birgit Klomp. Guanyà quatre campionats nacionals de l'Alemanya Occidental, en els 100 i 400 metres lliures el 1951 i 1952. També guanyà dos títols nacionals en aigües obertes el 1950 i 1952.
Es casà amb el waterpolista Wilfried Bode.